# ناأوجي إيتو
ناأُوجي إيتو (باليابانية: 伊藤 直司) (مواليد 1 يوليو 1959)، هو لاعب كرة قدم ياباني سابق كان يلعب كلاعب وسط. سبق له أن لعب مع منتخب اليابان.

## وصلات خارجية
- ناأوجي إيتو على موقع ناشيونال فوتبول تيمز (الإنجليزية)